# Wild Belle
Wild Belle é uma banda norte-americana composta por irmãos Natalie e Elliot Bergman, que cresceu em Chicago. Eles apareceram em Conan em 26 de novembro de 2012. Seu primeiro álbum, Isles, foi lançado pela Columbia Records em 12 de março de 2013. Eles lançaram três músicas do álbum: "Keep You" em fevereiro, "Backslider" e "It's Too Late". Sua canção "Shine" foi destaque na trilha sonora do filme de 2013 The Way, Way Back e em Grey's Anatomy temporada 9, episódio 13. Sua música "Keep You" foi jogado no filme "Pitch Perfect". Em 2015, Wild Belle trabalhou com Diplo e DJEMBA DJEMBA para escrever "Be Together", que é a primeira faixa do terceiro álbum do Major Lazer, Peace Is the Mission. A canção é sobre um relacionamento potencial, mas improvável. O clipe de "Be Together" retrata uma viúva e seus parceiros no funeral, com flash backs para o dia em que ele morre em um acidente de moto. 
Atualmente a banda acabou de lançar seu novo álbum de estúdio "Dreamland", que contém as faixas "Our Love Will Survive", "Throw Down Your Guns", "Giving Up on You".

## História
Elliot e Natalie Bergman são duas das quatro crianças nascidas de pais músicos. Elliot, o irmão mais velho, é um multi-instrumentista que estudou na Universidade de Michigan, onde ele começou uma banda Afrobeat chamado Nomo. Sua irmã mais nova, Natalie, começou a tocar com Nomo, tocando pandeiro e cantando vocais de apoio quando ela tinha dezesseis anos.
Elliot Bergman, da NOMO, passou a maior parte do verão e gravou kalimbas elétricas no Brooklyn, quando o colega e produtor / multi-instrumentista Shawn Lee, pediu que ele enviasse uma faixa de kalimba para seu novo álbum. Lee, com sede em Londres, acrescentou algumas baterias funky, baixo e um punhado de tambores de aço, e enviou de volta para Bergman. Quando a irmã de Bergman, Natalie, ouviu a faixa instrumental destinada ao álbum de Shawn, ela decidiu que tinha que adicionar alguns vocais. Ficou acordada a noite inteira escrevendo a melodia e gravou os vocais no Garage Band. O resultado feliz é um grande groove chamado "Upside Down", e NOMO da primeira melodia vocal em idades. Elliott e Natalie decidiram ramificar fora com seu próprio projeto e escolheram o nome, Wild Belle. 

### 2013:Isles
Seu álbum de estréia, intitulado Isles, foi lançado em 12 de março de 2013. Recebeu seu título devido a cada faixa "resembling its own island", atraindo influências de reggae, soul e jazz.

### 2015-presente:Dreamland
Em 2 de agosto de 2015, durante uma entrevista com a estação de rádio WXRT, eles anunciaram que seu segundo álbum de estúdio seria intitulado Dreamland. 
O álbum foi lançado em 15 de abril de 2016. 
O single de Dreamland, "Giving Up on You" foi lançado em 16 de setembro de 2015. 

## Discografia

### Álbuns de estúdio
- Isles (2013)
- Dreamland (2016)